# 江鳳儀
江鳳儀（英語：Kong Fung-yi，1957年—），前香港民主民生協進會成員、屯門展望社成員以及屯門長者力量聯會主席，屯門區議會安定前任區議員，自1994年起代表民協參選屯門區議會安定選區，連勝七次並一直連任至今，成為屯門區議會內連任最長的區議員之一（另一位是景興區議員兼屯門區議會主席陳有海）。

## 經歷
1994年香港區議會選舉，安定選區議席由江鳳儀及獨立參選人李瑩爭奪，結果江以六成得票當選。1999年香港區議會選舉，江鳳儀以六成得票擊敗民建聯候選人曾燕玲。
2003年香港區議會選舉，受惠七一效應增加投票人數，泛民主派代表的江鳳儀以七成得票的2,914票，擊敗民建聯陳笑玲。
2007年香港區議會選舉，江鳳儀爭取連任，民建聯改派李偉林參選，結果票數下跌的情況下，江以六成得票連任。
2011年香港區議會選舉，議席由爭取連任的江鳳儀和工聯會成員的梁志豪角逐，最後江鳳儀以近一千四百票的大差距，擊敗梁志豪當選連任。
2015年香港區議會選舉，工聯會改派馮沛賢挑戰爭取連任的江鳳儀，選情十分激烈。最終江鳳儀成功以2,383票擊敗馮沛賢的2,216票連任，但江鳳儀得票下跌反映未能開拓新票源。2016年，江鳳儀曾多次就安定郵政局關閉而多次發聲。
2019年3月5日下午，屯門區議會開會討論明日大嶼願景，有在場市民進行Facebook直播期間被建制派議員陳文偉和葉文斌阻止拍攝，時任主席梁健文更召喚保安和報警處理。最後警察到場，將在Facebook進行直播的市民驅逐離場。泛民區議員江鳳儀認為區議會不允許傳媒以外的人士在會議期間上拍攝，以至驅逐市民離場行為是不公道。旁聽明日大嶼願景，「守護大嶼聯盟」成員陳嘉琳批評議事守則過時，讓市民失去知情權。
2019年香港區議會選舉，馮沛賢再次與爭取連任的江鳳儀爭奪議席，在全港投票率急升至71%的情況下，最終江鳳儀成功以4,204票擊敗馮沛賢的3,313票再度連任。然而，江被黨內年輕人黃泳希指控反口不交棒，原本已應承在應屆完結後退下來，但卻在10月突然反口，使得已服務安定超過兩年的黃泳希白費心機，並申請退黨。江鳳儀取得超過七成選票成功連任，成為屯門區議會連續擔任區議員最久的議員之一。（另兩位是新景區議員黃麗嫦以及景興區議員陳有海。）2021年8月，有傳江氏因屯門區議會主席選舉而與其他民主派不和，故退出民協，只以地區團體屯門展望社名義活躍。

### 歷屆選舉結果
| 政党   | 政党            | 候选人    | 票数  | %     | ±      |
| ------ | --------------- | --------- | ----- | ----- | ------ |
|        | 工聯會/ 民建聯  | ①. 馮沛賢 | 3,313 | 44.07 | ▼4.11  |
|        | 民協/屯門展望社 | ②. 江鳳儀 | 4,204 | 55.93 | ▲4.11  |
| 多数票 | 多数票          | 多数票    | 891   | 11.85 | 不適用 |

| 政党   | 政党            | 候选人    | 票数  | %     | ±      |
| ------ | --------------- | --------- | ----- | ----- | ------ |
|        | 工聯會/ 民建聯  | ①. 馮沛賢 | 2,216 | 48.18 | 不適用 |
|        | 民協/屯門展望社 | ②. 江鳳儀 | 2,383 | 51.82 | ▼16.13 |
| 多数票 | 多数票          | 多数票    | 167   | 3.63  | 不適用 |

| 政党   | 政党            | 候选人    | 票数  | %     | ±      |
| ------ | --------------- | --------- | ----- | ----- | ------ |
|        | 工聯會/ 民建聯  | ①. 梁志豪 | 1,245 | 32.05 | 不適用 |
|        | 民協/屯門展望社 | ②. 江鳳儀 | 2,639 | 67.95 | ▲5.88  |
| 多数票 | 多数票          | 多数票    | 1,394 | 35.89 | 不適用 |

| 政党   | 政党            | 候选人    | 票数  | %     | ±      |
| ------ | --------------- | --------- | ----- | ----- | ------ |
|        | 民建聯          | ①. 李偉林 | 1,333 | 37.93 | 不適用 |
|        | 民協/屯門展望社 | ②. 江鳳儀 | 2,181 | 62.07 | 不適用 |
| 多数票 | 多数票          | 多数票    | 848‬   | 24.13 | 不適用 |

| 政党   | 政党            | 候选人    | 票数  | %     | ±      |
| ------ | --------------- | --------- | ----- | ----- | ------ |
|        | 民建聯          | ①. 陳笑玲 | 1,234 | 29.75 | 不適用 |
|        | 民協/屯門展望社 | ②. 江鳳儀 | 2,914 | 70.25 | 不適用 |
| 多数票 | 多数票          | 多数票    | 1,680 | 40.50 | 不適用 |

| 政党   | 政党            | 候选人    | 票数  | %     | ±      |
| ------ | --------------- | --------- | ----- | ----- | ------ |
|        | 民建聯          | ①. 曾燕玲 | 988   | 38.62 | 不適用 |
|        | 民協/屯門展望社 | ②. 江鳳儀 | 1,570 | 61.38 | 不適用 |
| 多数票 | 多数票          | 多数票    | 582   | 22.75 | 不適用 |

| 政党   | 政党            | 候选人 | 票数  | %     | ±      |
| ------ | --------------- | ------ | ----- | ----- | ------ |
|        | 民協/屯門展望社 | 江鳳儀 | 1,368 | 63.57 | 不適用 |
|        | 無黨派          | 李瑩   | 784   | 36.43 | 不適用 |
| 多数票 | 多数票          | 多数票 | 584   | 27.14 | 不適用 |

## 資料來源與註釋
1. 1 2  . 明報. 2020-10-07  [2020-10-27]. （原始内容存档于2021-05-16） （中文（香港））.
2. 1 2  . 香港民主民生協進會.   [2020-10-27]. （原始内容存档于2020-08-08） （中文（香港））.
3. ↑  . 屯門區議會. 2019-12-30  [2020-10-27]. （原始内容存档于2020-11-18） （中文（香港））.
4. ↑   (PDF). 選舉事務署.   [4 November 2019]. （原始内容 (PDF)存档于2020-04-11）.
5. ↑  . 東方日報. 2016-10-18  [14 January 2020]. （原始内容存档于2020-01-14） （中文（香港））.
6. ↑  . 東方日報. 2016-01-05  [14 January 2020]. （原始内容存档于2020-01-14） （中文（香港））.
7. ↑  黃桂桂. . 香港01. 2019-03-05  [2019-03-06]. （原始内容存档于2021-08-07） （中文（香港））.
8. ↑  . www.elections.gov.hk. 2021-02-05  [2019-11-25]. （原始内容存档于2020-01-14） （中文）.

## 外部連結
- 香港選舉資料匯編：1982年-1994年，雷競璇 沈國祥編 1995年出版 ISBN 962-441-519-6 （页面存档备份，存于）
- . 香港民主民生協進會.   [2020-10-27]. （原始内容存档于2020-08-08） （中文（香港））.
- . 屯門區議會. 2019-12-30  [2020-10-27]. （原始内容存档于2020-11-18） （中文（香港））.

| 議會席位      | 議會席位                                          | 議會席位 |
| ------------- | ------------------------------------------------- | -------- |
| 前任： 陳武豹 | 屯門區議會 安定選區 1994年10月1日－2023年12月31日 | 選區重組 |